# Modicus
Modicus — рід риб родини Присоскоперові (Gobiesocidae). Представники роду є ендеміками узбережних вод Нової Зеландії.

## Класифікація
Рід містить 2 види:
- Modicus minimus Hardy, 1983
- Modicus tangaroa Hardy, 1983